# Cmentarz ewangelicko-augsburski w Łodzi-Andrzejowie
Cmentarz ewangelicko-augsburski w Łodzi-Andrzejowie – cmentarz powstały w pierwszym dwudziestoleciu XIX wieku we wsi Andrzejów (obecnie osiedle w Łodzi).
Cmentarz w Andrzejowie powstał w latach 20. XIX wieku na planie wydłużonego prostokąta o powierzchni ok. 0,7 ha z wejściem od strony wschodniej. W 1912 wspólnota parafialna dokupiła sąsiednią działkę, którą podzielono na dwie części. Na jednej planowano budowę świątyni, drugą przeznaczono na powiększenie cmentarza. W 1914 podczas działań wojennych część nagrobków uległa zniszczeniu. Po zakończeniu I wojny światowej odbudowano kościół, który przetrwał do lat 50. XX wieku. Obecnie cmentarz znajduje się na prywatnej posesji, poza kilkoma nagrobkami pozostała część jest zarośnięta dziką roślinnością. Większość nagrobków jest współczesna, z lastryko. Starsze pomniki zbudowano z piaskowca, wiele z nich ma formę ściętego pnia dębu lub krzyża oplecionego winoroślą. Największe zniszczenia miały miejsce w latach 80. XX wieku, gdy granitowe elementy pomników kradziono, aby powtórnie je wykorzystać podczas budowy nowych grobowców na innych cmentarzach.